# Nemesia euryceras
Nemesia euryceras är en flenörtsväxtart som beskrevs av Rudolf Schlechter. Nemesia euryceras ingår i släktet nemesior, och familjen flenörtsväxter. Inga underarter finns listade i Catalogue of Life.